# Place Balard
Pour les articles homonymes, voir Balard.
La place Balard est une place du 15e arrondissement de Paris qui doit son nom au chimiste Antoine-Jérôme Balard (1802-1876).

## Situation et accès

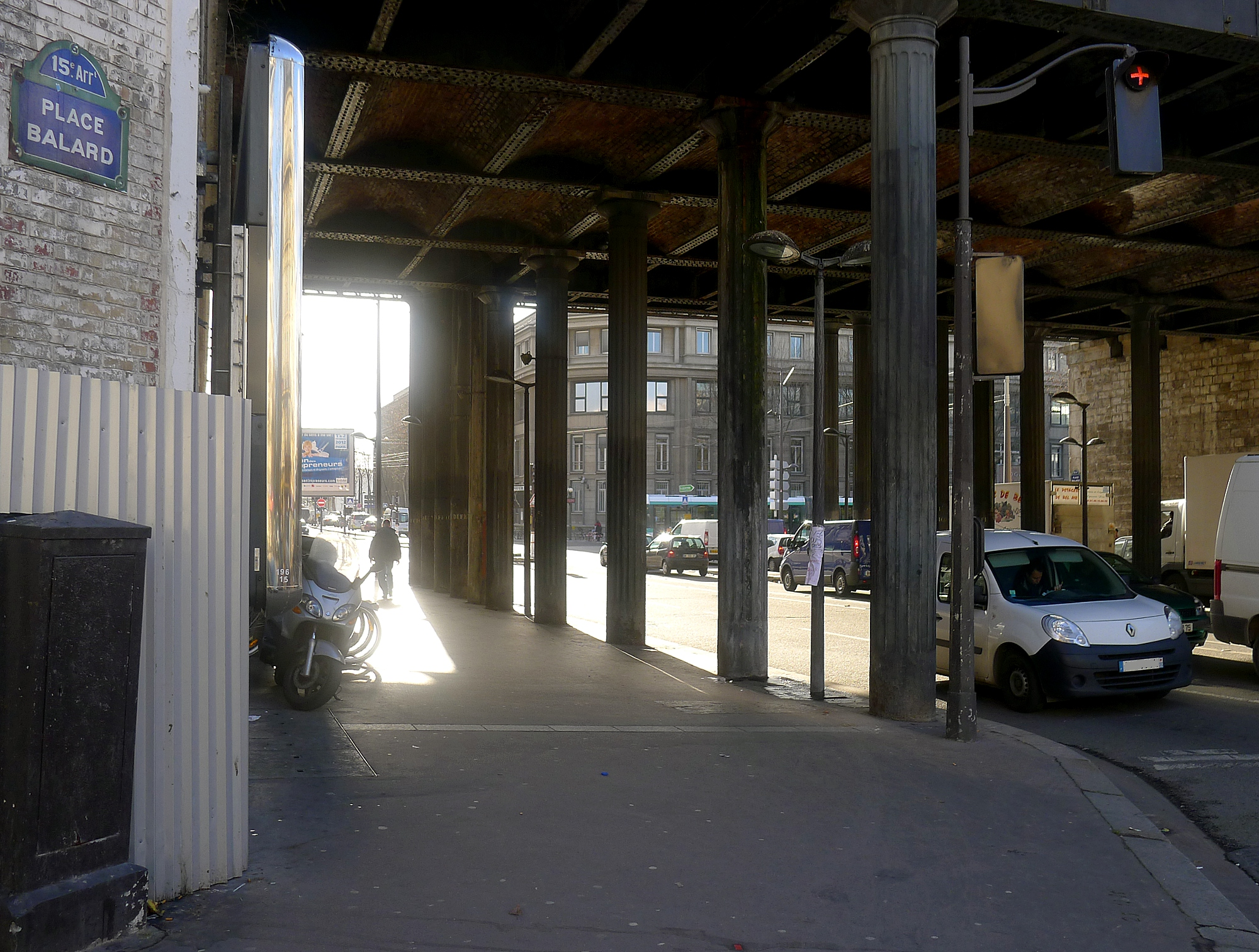
Pont de la place de Balard.

La place Balard est située à l'extrémité sud de la rue Balard menant, au nord, vers le pont Mirabeau, ainsi qu'à l'extrémité sud de l'avenue Félix-Faure qui, au nord, se termine à la place Étienne-Pernet.
Elle est franchie par la rue Leblanc. Un pont du chemin de fer de la ligne de Petite Ceinture, aménagée à cet endroit en espace vert, la franchit en hauteur, parallèlement à la rue Leblanc.
Au sud de la voie ferrée, la place donne sur le boulevard Victor où est implantée une station de la ligne 3a du tramway parisien.

## Origine du nom
Elle doit son nom à la proximité de la rue éponyme.

## Historique
Cette place ouverte en 1896 a pris son nom actuel en 1907.
La place Balard est inondée par la crue de la Seine de 1910.
En 1943, un bombardement américain aurait tué plusieurs personnes, dont une libraire du métro, décapitée par une porte (source locale).

## Bâtiments remarquables et lieux de mémoire
Sont ou étaient situés à proximité :
- hôpital européen Georges-Pompidou ;
- gare de Grenelle-Ceinture, sur l'ancienne ligne de Petite Ceinture (Petite Ceinture du 15e) ;
- l'Hexagone Balard, site regroupant le ministère de la Défense et divers états-majors des Forces armées françaises ;
- le stand de tir de Balard.